# Lijst van Stolpersteine in Heerde
De lijst van Stolpersteine in Heerde geeft een overzicht van de gedenkstenen die in de gemeente Heerde in de Nederlandse provincie Gelderland zijn geplaatst in het kader van het Stolpersteine-project van de Duitse beeldhouwer-kunstenaar Gunter Demnig.
Stolpersteine zijn opgedragen aan slachtoffers van het nationaalsocialisme, al diegenen die zijn vervolgd, gedeporteerd, vermoord, gedwongen te emigreren of tot zelfmoord gedreven door het nazi-regime. Demnig legt voor elk slachtoffer een aparte steen, meestal voor de laatste zelfgekozen woning.
Omdat het Stolpersteine-project doorloopt, kan deze lijst onvolledig zijn.

## Stolpersteine
In gemeente Heerde liggen negen Stolpersteine: drie in Heerde en zes in Wapenveld.

### Heerde
In Heerde liggen drie Stolpersteine op twee adressen.
| Afbeelding | Inscriptie                                                              | Adres          | Herdachte persoon                                                  |
| ---------- | ----------------------------------------------------------------------- | -------------- | ------------------------------------------------------------------ |
|            | HIER WOONDE DINA S. KOHEN GEB. 1923 VERMOORD 9.11.1942 AUSCHWITZ        | Dorpsstraat 13 | Dina Kohen (1923–1942)                                             |
|            | HIER WOONDE ELFRIEDE KOHEN-GANS GEB. 1865 VERMOORD 9.11.1942 AUSCHWITZ  | Dorpsstraat 13 | Elfriede Kohen-Gans (1885–1942) Afwijkend geboortejaar op de steen |
|            | HIER WOONDE ELIZA E. NATHANS-KOHEN GEB. 1871 VERMOORD 14.5.1943 SOBIBOR | Dorpsstraat 55 | Eliza Esther Nathans-Kohen (1871–1943)                             |

### Wapenveld
In Wapenveld liggen zes Stolpersteine op een adres.
| Afbeelding | Inscriptie                                                          | Adres      | Herdachte persoon                                                    |
| ---------- | ------------------------------------------------------------------- | ---------- | -------------------------------------------------------------------- |
|            | HIER WOONDE JOSEPH VAN DIJK GEB. 1928 VERMOORD 25.1.1943 AUSCHWITZ  | Groteweg 5 | Joseph van Dijk (1928–1943)                                          |
|            | HIER WOONDE EDMUND S. GOUDSMIT GEB. 1886 VERMOORD 30.4.1943 SOBIBOR | Groteweg 5 | Edmund Simon Goudsmit (1886–1943)                                    |
|            | HIER WOONDE EDUARD M. HIJMANS GEB. 1898 VERMOORD 6.9.1944 AUSCHWITZ | Groteweg 5 | Eduard Maurice Hijmans (1898–1945) Afwijkende sterfdatum op de steen |
|            | HIER WOONDE RENÉ STRAUSS GEB. 1897 VERMOORD 30.4.1943 SOBIBOR       | Groteweg 5 | René Strauss (1897–1943)                                             |
|            | HIER WOONDE ALFRED VREDENBURG GEB. 1897 VERMOORD 30.4.1943 SOBIBOR  | Groteweg 5 | Alfred Vredenburg (1897–1943)                                        |
|            | HIER WOONDE MAURITS DE VRIES GEB. 1907 VERMOORD 30.4.1943 SOBIBOR   | Groteweg 5 | Maurits de Vries (1907–1943)                                         |

## Data van plaatsingen
- 1 oktober 2019